# Seattle Reign
Le Seattle Reign sono state una franchigia di pallacanestro della ABL, con sede a Seattle nello Stato di Washington, attive dal 1996 al 1998.
Disputarono tre stagioni nella ABL, senza mai disputare i play-off.

## Stagioni
| Stagione | Lega | Denominazione | V  | P  | %    | Piazzamento | Play-off |
| -------- | ---- | ------------- | -- | -- | ---- | ----------- | -------- |
| 1996-97  | ABL  | Seattle Reign | 17 | 23 | 42,5 | 3º          | -        |
| 1997-98  | ABL  | Seattle Reign | 15 | 29 | 34,0 | 5º          | -        |
| 1998-99  | ABL  | Seattle Reign | 8  | 7  | 53,3 | 3º          | -        |